# Carbendazim
Carbendazim é um fungicida benzimidazólico que é de amplo espectro e largamaente utilizado e um metabólito do benomil.
O fungicida é usado para controlar doenças vegetais em cereais e frutas, incluindo cítricos, bananas, morangos, abacaxis, e pomos. É também utilizado controversamente em Queensland, Australia nas  plantações de macadâmia. Uma solução de 4.7% de cloridrato de carbendazim é comercializada como Eertavas e vendida como um tratamento para a grafiose.
Estudos descobriram que altas doses de carbendazim causam infertilidade e destróem os testículos de animais de laboratório. O carbendazim foi incluído em uma proposta de banimento de biocida pela Agência Química Sueca  e aprovado pelo Parlamento Europeu em 13 de janeiro de 2009. Já foi feito um estudo da avaliação do potencial carcinogênico do carbendazim e seus metabólitos. [7]